# Elysium Planitia
Elysium Planitia, situada als quadrangles d'Elysium i Aeolis, és una àmplia plana que s'estén a banda i banda de l'equador de Mart, centrada en 3.0°N 154.7°E. Es troba al sud de la província volcànica d'Elysium, la segona regió volcànica més gran del planeta, després de Tharsis. Elysium alberga volcans importants com Elysium Mons, Albor Tholus i Hecates Tholus. Un altre volcà més antic, l'Apollinaris Patera, està situat just al sud de la part oriental d'Elysium Planitia.
Els cràters més grans d'Elysium Planitia són Eddie, Lockyer i Tombaugh. La planicie també té valls fluvials, un dels quals, Athabasca Valles, és possiblement un dels més joves de Mart. Al costat nord-est hi ha una depressió allargada anomenada Orcus Patera, i aquesta i algunes de les planes orientals van ser fotografiades durant el sobrevol de la Mariner 4 en 1965.
Una foto de 2005 d'una zona situada en Elysium Planitia a 5°N, 150°E, presa per la nau espacial Mars Express, mostra el que pot ser gel d'aigua cobert de cendres. S'estima que el volum de gel és de 800 km per 900 km de grandària i 45 m de fondaria, similar en grandària i profunditat al Mar del Nord. La superfície de l'àrea està dividida en «plaques» com si fos gel trencat surant en un llac. El nombre de cràters d'impacte mostra que les plaques són fins a un milió d'anys més velles que el material de l'escletxa, mostrant que l'àrea es va solidificar de forma massa lenta com perquè el material fos lava basàltica.
La sonda InSight s'hi troba a la regió des del 26 de novembre de 2018.

## Galeria

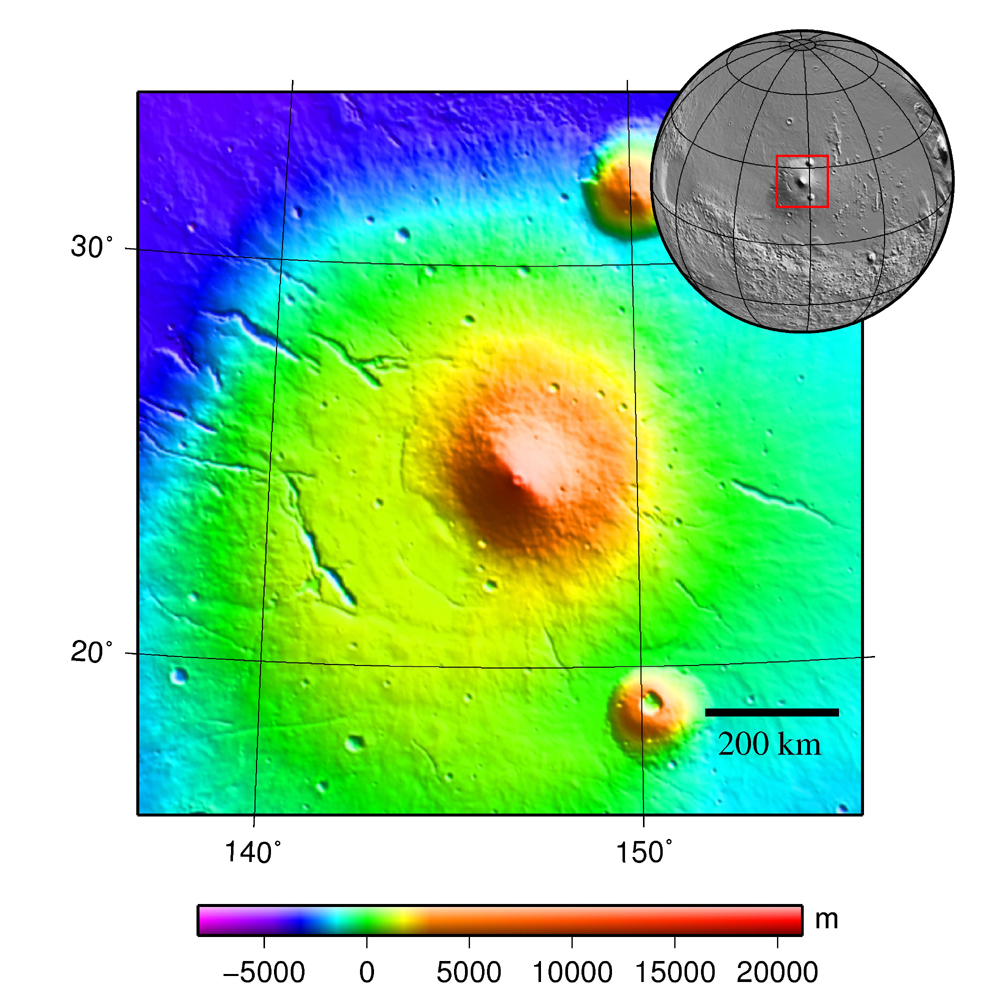
llatí: Elysium Mons.
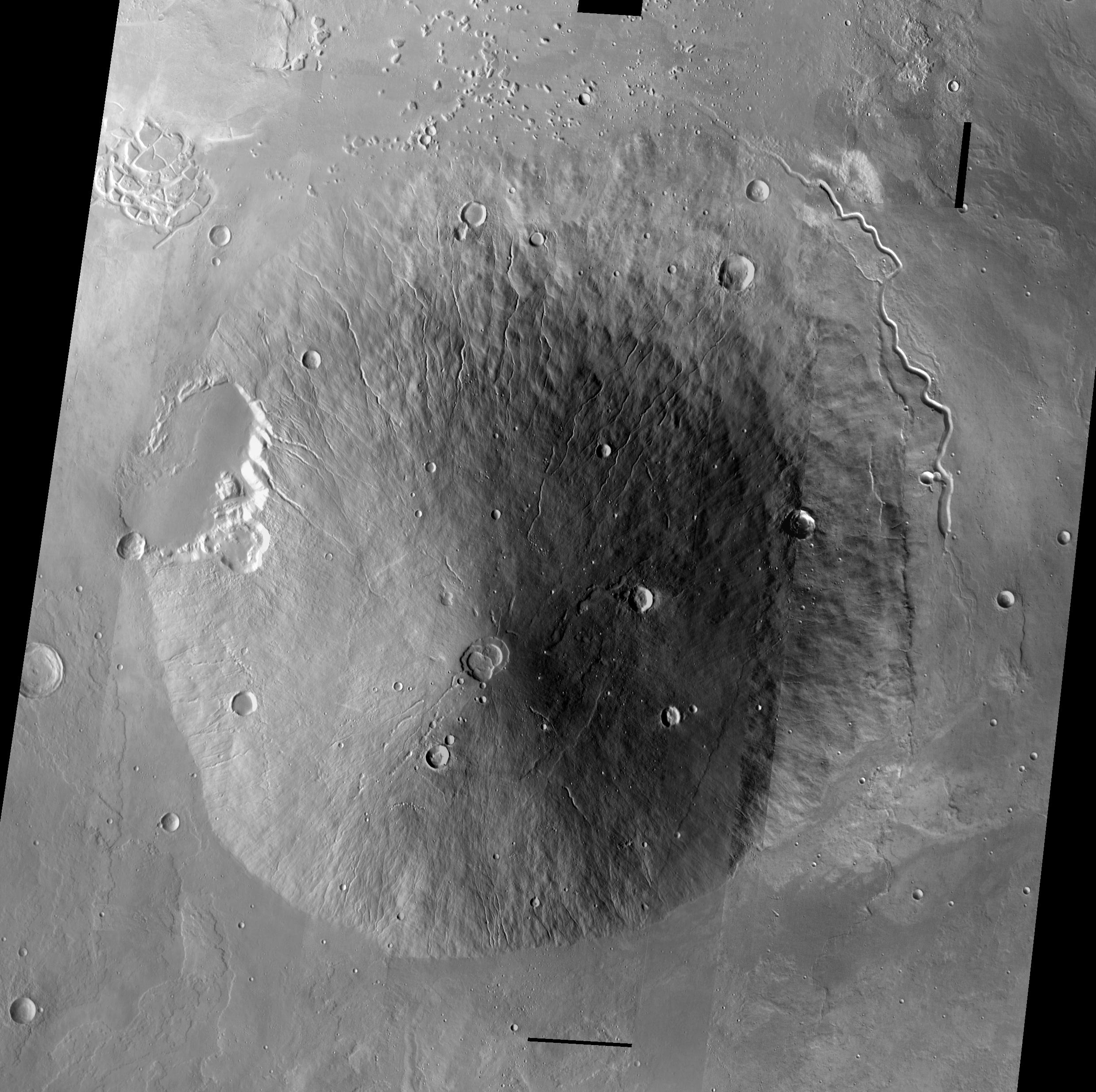
llatí: Hecates Tholus.
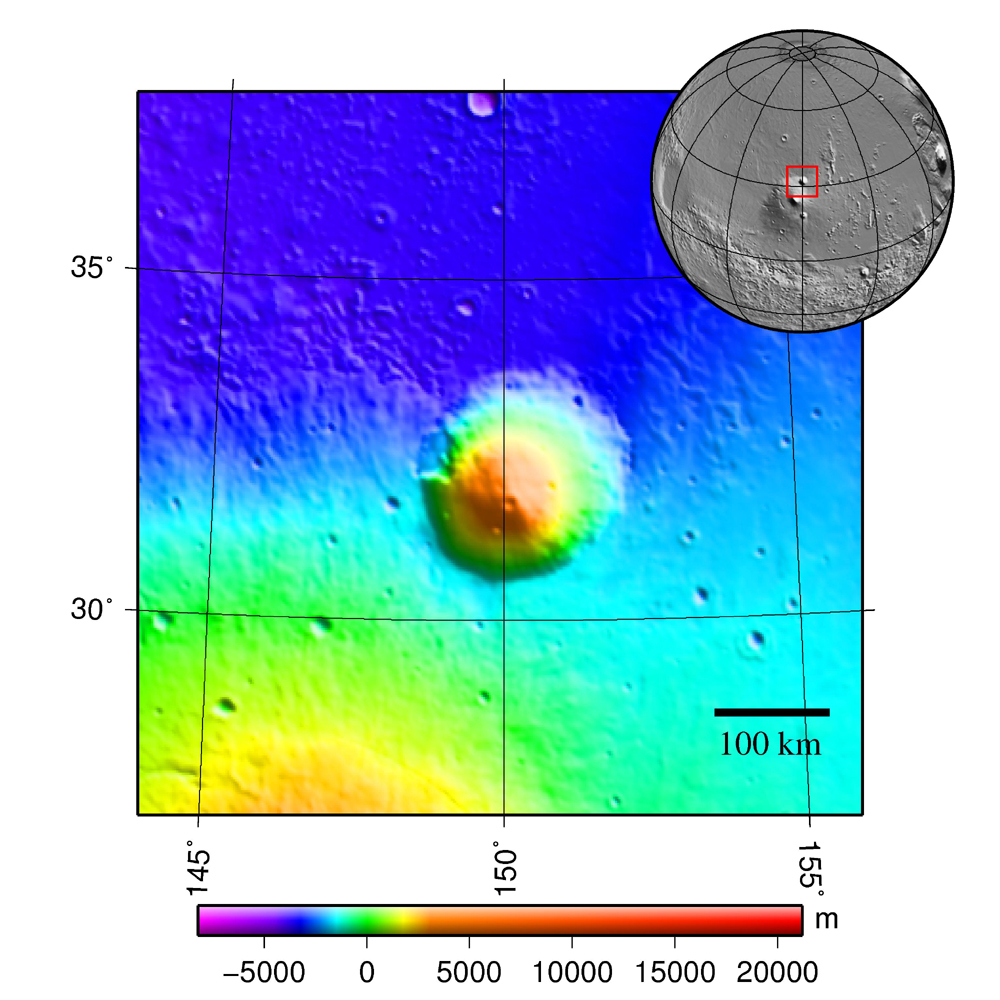
llatí: Hecates Tholus.
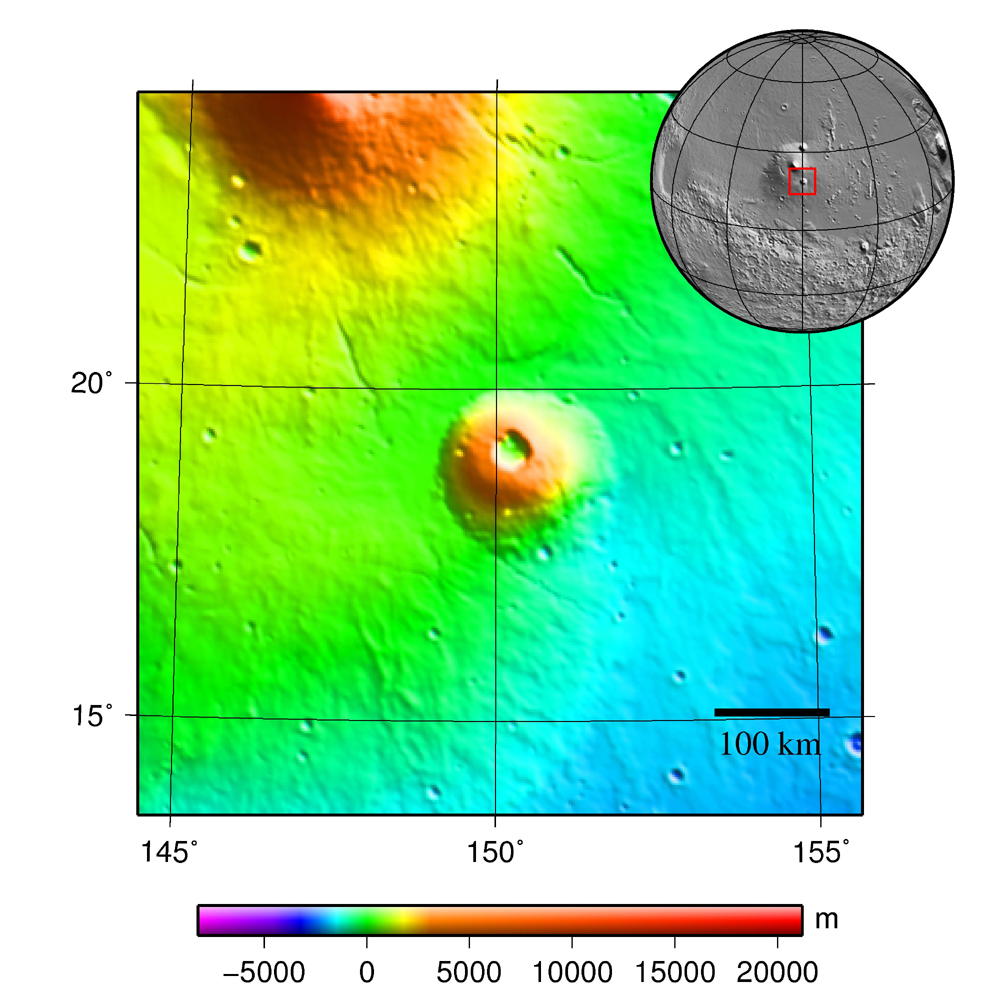
llatí: Albor Tholus.